# Сокуренко Валерій Васильович
Сокуренко Валерій Васильович (29 жовтня 1964, с. Єлизаветка, Катеринопільський район, Черкаська область, Українська РСР, СРСР) — український вчений-правознавець, ректор Харківського національного університету внутрішніх справ, доктор юридичних наук (2016), професор (2018), Заслужений юрист України, генерал поліції третього рангу.

## Біографія
Сокуренко Валерій Васильович народився 29 жовтня 1964 у селі Єлизаветка Катеринопільського району Черкаської області.
У 1982 р. закінчив Київське суворовське військове училище. З 1982 по 1986 рр. навчався у Київському вищому загальновійськовому командному училищі імені М. В. Фрунзе. У 1988 р. він закінчив Національну академію внутрішніх справ. Протягом десяти років проходив службу в Збройних силах на посадах офіцерського складу.
З грудня 1992 р. — на службі в органах внутрішніх справ. З 1992 р. — заступник начальника курсу, начальник курсу факультету підготовки кадрів кримінальної міліції Української академії внутрішніх справ. У 1998 р. був призначений на посаду заступника начальника факультету підготовки кадрів кримінальної міліції зі стройової частини Національної академії внутрішніх справ України. Згодом — заступник начальника факультету підготовки кадрів оперативних служб по службі НАВС. З 2002 р. — заступник начальника навчально-наукового інституту підготовки кадрів оперативних служб міліції по службі Національної академії внутрішніх справ. У березні 2003 року був призначений проректором Національної академії внутрішніх справ по службі, з вересня 2014 року — проректор Національної академії внутрішніх справ. З листопада 2015 року по квітень 2019 року — ректор Харківського національного університету внутрішніх справ. З квітня 2019 року по грудень 2020 року — начальник ГУНП в Харківській області. З грудня 2020 року — ректор Харківського національного університету внутрішніх справ.
Доктор юридичних наук (2016), професор (2018), Заслужений юрист України, 
Автор та співавтор понад ста п'ятдесяти наукових і навчально-методичних праць, серед яких посібники, методичні рекомендації, наукові статті.
Указом Президента України від 29 серпня 2016 року № 363/2016 В. В. Сокуренку присвоєно спеціальне звання генерала поліції третього рангу.